# Periscelis annulata
Periscelis annulata – gatunek muchówki z rodziny Periscelididae i podrodziny Periscelidinae.
Gatunek ten opisany został w 1813 roku przez Carla Fredrika Falléna jako Notiphila annulata.

## Charakterystyka
Muchówka o ciele długości około 2 mm. Głowa jej cechuje się jasnożółtą dolną połową twarzy, rozbieżnymi szczecinkami zaciemieniowymi i brakiem wibrys. Krótkie czułki mają aristę porośniętą po obu stronach długimi i rzadkimi włoskami oraz włoskami krótkimi i gęstymi. Barwa tułowia jest szara. Użyłkowanie skrzydła odznacza się nieprzerywaną żyłką kostalną i obecnością tylnej żyłki poprzecznej. Odnóża są żółte z czarnymi przepaskami na udach i goleniach. Czarniawo brązowy odwłok ma srebrzyste kropki na bokach tergitu trzeciego i szóstego.

## Występowanie
Owad znany z Hiszpanii, Wielkiej Brytanii, Niemiec, Szwecji, Norwegii, Finlandii, Szwajcarii, Austrii, Włoch, Polski, Czech, Słowacji, Węgier, Bułgarii, europejskiej części Rosji i nearktycznej Ameryki Północnej. Spotyka się go na wyciekającym soku drzew.